# Sordomutismo
Il sordomutismo è la condizione di chi è contemporaneamente affetto da sordità e mutismo.
La maggior parte delle persone a cui ci si riferisce come "sordomute" sono in realtà solamente sorde dalla nascita o dai primi anni di vita e non hanno potuto acquisire in maniera naturale la lingua parlata. Queste persone non sono però mute in quanto, attraverso un percorso riabilitativo adeguato di logopedia, possono imparare a parlare.
Il sordomutismo ha importanti effetti sul corretto sviluppo psicologico e sociale del soggetto - in particolare giovane - che ne sia affetto, e che in mancanza di adeguati sostegni psicopedagogici può rischiare l'emarginazione e l'analfabetismo.
Secondo la teoria riabilitativa oralista, è possibile far fronte alla sordità - evitando così il sordomutismo - grazie alla logopedia con utilizzo di apparecchio acustico/impianto cocleare.
Un approccio alternativo è quello costituito dalla lingua dei segni (in Italia tipicamente la LIS) e dalle sue derivazioni come ad esempio il cosiddetto bilinguismo.

## Storia
Nell'Impero ottomano molti sordomuti, chiamati dilsiz, vivevano nell'interno del palazzo imperiale, ed erano al servizio del Sultano. I Dilsiz svolgevano compiti di vigilanza, e agivano come messaggeri e paggi, svolgendo specialmente compiti che richiedevano segretezza. Questi includevano anche le esecuzioni.

## Diritto

### In Italia
La condizione giuridica della persona affetta da sordomutismo è in molti ordinamenti osservata sotto un profilo di specialità.
Se da un punto di vista civilistico sono numerose le previsioni normative volte ad assicurare al paziente mezzi e strumenti per abbattere la diseguaglianza sostanziale rispetto agli altri cittadini (ad esempio, ma non solo, organizzazione di sostegni di istruzione specializzata, forme di integrazione, provvisione di strumenti e presidi specialistici, e in genere adeguamento delle normative generali onde evitare l'impossibilità di esercizio di taluni diritti), anche dal punto di vista penale la reità del sordomuto deve essere valutata secondo termini principalmente afferenti alla necessità di accertare con estrema cura la condizione psicologica del reo e la sua effettivamente cosciente volontà di infrazione.